# Stoppelweizen
Stoppelweizen ist der Fachbegriff für Weizenanbau mit der Vorfrucht Weizen.
Je nach Wachstumsbedingungen im Herbst kann der früh ausgesäte Stoppelweizen einem Blattfruchtweizen überlegen sein. Blattfruchtweizen bezeichnet dabei Weizenanbau nach Rüben-, Kartoffel- oder Rapsvorfrucht. Die Regel ist jedoch, dass aufgrund der besseren Gesundheit der Blattfruchtweizen um rund 1 Tonne Ertrag je Hektar besser abschneidet.
Wichtig ist beim Stoppelweizenanbau, eine vergleichsweise krankheitsresistente Sorte auszuwählen. Zudem müssen die kulturspezifischen Nährstoffe (Kalium, Mangan, Phosphor) gut verfügbar sein. Das Stroh der Vorfrucht sollte nach Möglichkeit geräumt werden, da eine Strohrotte stickstoffbedürftig ist und intensive Stoppelbearbeitung benötigt. Die wichtigste Krankheit im Stoppelweizenanbau sind DTR-Blattdürre und Schwarzbeinigkeit.
Gründe für den Stoppelweizenanbau sind vor allem ökonomische:
- Durch die bereits früh mögliche Aussaat können Arbeitsspitzen entzerrt, landwirtschaftliche Maschinen besser ausgelastet und Saatgutmengen eingespart werden.
- Gegenüber Wintergerste, Triticale und Winterroggen bringt Stoppelweizen meist höhere Erträge. Zudem waren die Erzeugerpreise für diese alternativen Getreidearten meist geringer.